# HD 80773
HD 80773，又名CD-31 7162，SAO 200258、HR 3715，是一颗恒星，视星等为6.82，位于銀經259.07，銀緯12.64，其B1900.0坐标为赤經9h 16m 30.2s，赤緯-31° 12.64′ 9″。